# Alessa Records
Alessa Records (begonnen in 2004 in Hagenberg, Oostenrijk) is een platenlabel dat voornamelijk muziek uitbrengt in de genres jazz en jazzrock.

## Achtergrond
Na meer dan 25 jaar ervaring in de muziekwereld besloot Peter Guschelbauer een platenlabel te beginnen voor muziek uit het hogere kwaliteitssegment. De naam ontleende hij aan de bijnaam van zijn dochter. Na zijn ontdekking van Jimmy Hendrix, eind jaren zestig, kwam Guschelbauer uiteindelijk terecht bij John Coltrane en de jazz. Hij werd vooral geraakt door de fusie van jazz en rock, wat door de releases van zijn label wordt weerspiegeld. Guschelbauer heeft een opnamestudio in Hagenberg en enkele labelse labels. Daarnaast doet hij nog andere dingen, zoals het leveren van materiaal aan jazzfestivals.

## Discografie
Albums
| Catalogus-nummer | Artiest                                                                                        | Titel                               | Release date | Format |
| ---------------- | ---------------------------------------------------------------------------------------------- | ----------------------------------- | ------------ | ------ |
| ALR 1001         | Paul Zauner Ensemble met Eddie Henderson                                                       | Association                         | 2004         | CD     |
| ALR 1002         | John Abercrombie, Arthur Blythe, Terri Lyne Carrington, Anthony Cox, Mark Feldman, Gust Tsilis | Echoes                              | 2005         | CD     |
| ALR 1003         | Clemens Salesny / Bumi Fian Quintet                                                            | Always Blue                         | 2004         | CD     |
| ALR 1004         | Uri Caine, Gust Tsilis                                                                         | Pure Affection                      | 2007         | CD     |
| ALR 1005         | Olga Konkova, Per Mathisen met Ole Mathisen, Gary Husband                                      | Unbound                             | 2006         | CD     |
| ALR 1006         | Straight Six                                                                                   | Live At Birdland Neuburg/Germany    | 2009         | CD     |
| ALR 1007         | Sandra Rose / Uwe Urbanowski                                                                   | Gern Bereit                         | 2007         | CD     |
| ALR 1008         | Georg Braith 3                                                                                 | Live At Jazz Am Berg                | 2007         | CD     |
| ALR 1009         | Memory Control                                                                                 | The Wonderful Music Gives Happy You | 2006         | CD     |
| ALR 1010         | Modern Shape Quartet                                                                           | Laubwald                            | 2013         | CD     |
| ALR 1011         | Gino Sitson                                                                                    | Way To Go                           | 2009         | CD     |
| ALR 1012         | Alex Pinter Quartet                                                                            | Pay 8 Get 10!                       | 2009         | CD     |
| ALR 1013         | Joris Dudli Sextet                                                                             | A Rewarding Journey                 | 2008         | CD     |
| ALR 1014         | Acuña / Hoff / Mathisen                                                                        | Jungle City                         | 2009         | CD     |
| ALR 1015         | Klemens Marktl's Free Spirit Quartet                                                           | Live                                | 2010         | CD     |
| ALR 1016         | John B. Willams                                                                                | Arabesque                           | 2011         | CD     |
| ALR 1017         | Stillexperienced                                                                               | The Idea Of Gil Evans ...           | 2011         | CD     |
| ALR 1018         | Stringzone II                                                                                  | Cookin' At Hvaler                   | 2011         | CD     |
| ALR 1019         | Andy Middleton Trio                                                                            | Three Hearts, Three Minds           | 2011         | CD     |
| ALR 1020         | Anna Lauvergnac                                                                                | Unless There's Love                 | 2011         | CD     |
| ALR 1021         | Trio Akk:zent                                                                                  | So Oder So                          | 2012         | CD     |
| ALR 1022         | Crossing Borders                                                                               | Trapezoid                           | 2012         | CD     |
| ALR 1023         | Leopoldo F. Fleming, Chris Gonsior                                                             | Trato Común                         | 2013         | CD     |
| ALR 1024         | Andrea Veneziani Trio met Kenny Werner                                                         | Oltreoceano                         | 2012         | CD     |
| ALR 1025         | Vid Jamnik Quartet                                                                             | Last Minute                         | 2013         | CD     |
| ALR 1026         | Bettina Krenosz                                                                                | Double Rainbow                      | 2013         | CD     |
| ALR 1027         | Menza - Chicco - Reiter                                                                        | Non Dimenticar                      | 2014         | CD     |
| ALR 1028         | John B. Willams                                                                                | African Queen                       | 2014         | CD     |
| ALR 1029         | Soo Cho / Javier Girotto                                                                       | Ballerina                           | 2013         | CD     |
| ALR 1030         | Ori Dakari                                                                                     | Solid Ground                        | 2014         | CD     |
| ALR 1031         | Summer's End Trio                                                                              | Day After Day                       | 2014         | CD     |
| ALR 1032         | Anna Lauvergnac                                                                                | Coming Back Home                    | 2013         | CD     |
| ALR 1033         | Ochsenbauer meets Sokal                                                                        | Secret Bass Hits                    | 2013         | CD     |
| ALR 1034         | Trio Akk:Zent                                                                                  | Solidaire                           | 2014         | CD     |
| ALR 1035         | Gernot Bernroider's Culturessence                                                              | Homebound                           | 2015         | CD     |
| ALR 1036         | Heginger - Herbert - Cech                                                                      | Springlink                          | 2015         | CD     |
| ALR 1037         | Mathisen - Robin - Borlai                                                                      | Ospitalita Generosa                 | 2015         | CD     |
| ALR 1039         | Kosmotron                                                                                      | Hexagon                             | 2015         | CD     |